# Adejeania
Adejeania is een geslacht van vliegen (Brachycera) uit de familie van de sluipvliegen (Tachinidae). De wetenschappelijke naam van het geslacht is voor het eerst geldig gepubliceerd in 1913 door Townsend.

## Soorten
- A. vexatrix (Osten Sacken, 1877)